# Iglesia de Nuestra Señora de la Asunción (Navalcarnero)
La iglesia de Nuestra Señora de la Asunción es un edificio religioso situado en el municipio español de Navalcarnero, perteneciente a la Comunidad de Madrid, cuya construcción comenzó en la primera mitad del siglo xvi.

## Historia y características
La iglesia, cuya construcción se inició hacia 1520-1530, presenta un cuerpo de tres naves separadas por arquerías. De estilo renacentista, fue finalizada a comienzos del siglo xvii. La torre del campanario remite al mudéjar y está rematada por un capitel barroco. Concedida en 1663 la licencia para la creación de un nuevo retablo mayor para la iglesia, hacia 1676 la obra del retablo ya estaba finalizada.
Fue declarada monumento histórico-artístico, antecedente de la figura de bien de interés cultural, mediante real decreto de 12 de enero de 1983 (BOE de 5 de marzo de 1983). En la madrugada del 31 de julio al 1 de agosto de 1999, durante unas obras de restauración, el edificio sufrió un incendio que calcinó el capitel de su torre campanario.